# Pamut

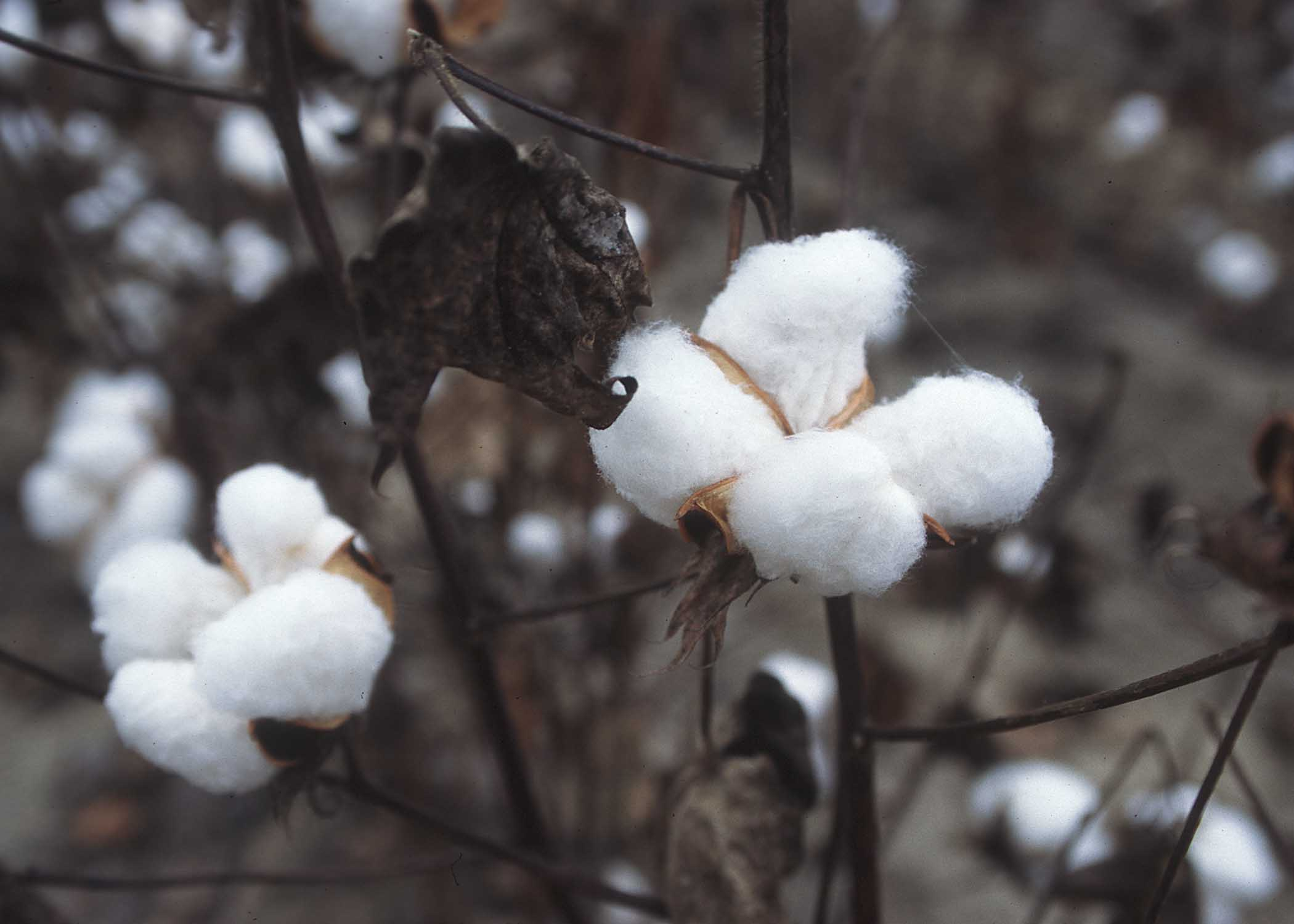
A gyapotcserje leszedésre érett termése

A pamut a gyapotnövény (Gossypium) magjait burkoló finom szálak halmaza. A gyapotszálat a textilipari szaknyelvben a leszedést és a szálaknak a magoktól való elválasztását (egrenálás) követő állapotától nevezik pamutnak. A pamut ma is a textilipar legfontosabb nyersanyagai közé tartozik, de másra például papírgyártáshoz is használják. A világ összes szálasanyag-termelése 2006-ban (amely magában foglalja az összes természetes és mesterséges szálasanyagot) 71,5 millió tonna volt, aminek közel 36%-át (25 millió tonnát) tette ki a pamut. Ehhez hasonlítható mennyiséget (27,8 millió tonnát) csak a ma legtöbb helyen használt szintetikus szálasanyagból, a poliészterből gyártottak.
A gyapot a trópusi-szubtrópusi vidékeken sokfelé megterem. Különböző fajai ismeretesek, leggyakrabban a legjobb minőségű Gossypium hirsutum (Amerikában Upland-gyapot néven ismerik), Gossypium barbadense és a Gossypium herbaceum fajokat termesztik. A legnagyobb gyapottermesztő országok: Kína, India, az USA (ezen belül főleg Texas és Kalifornia állam), Pakisztán, Brazília, Üzbegisztán, Törökország, Görögország, Türkmenisztán, Szíria, Egyiptom, Mexikó, Kazahsztán, Ausztrália, Tádzsikisztán. A 18–19. században, majd az 1949–1950-es években Magyarországon is kísérleteztek a gyapottermesztés meghonosításával, de sikertelenül.
A gyapotszedés a legutóbbi időkig kézi munka volt. A felnyílott tokokból a magvas gyapotot kitépik és zsákokba gyűjtik. A gépi szedés csak a 20. században fejlődött ki, és ma már széles körben elterjedt. Ezt követőleg a magvas gyapotot meg kell tisztítani a szennyeződésektől, majd a szálakat le kell választani a magokról, mégpedig oly módon, hogy a szálak a lehető legkevésbé sérüljenek, végül a magtalanított szálakat – amelyeket most már pamutszálaknak neveznek – szállításra alkalmas módon bálákba kell csomagolni. Az egrenálás után a magon maradt pihék (egészen rövid szálacskák) leválasztását külön végzik.

## A magszálak kialakulása
A gyapot termése 4–5 rekeszből áll; mindegyikben több mag ül. Héjának egyes sejtjei megnyúlnak, és ezekből alakulnak ki a röptető gyapotszálak. A tok teljes beérési ideje a helyi klimatikus viszonyoktól függ, a keléstől számítva 100 nap körül van. A beérett tok felnyílik (ez az ún. kovadás), ez után szedhetők a kibomlott, szálakkal borított magvak.

## Fő termőhelyek

A legnagyobb gyapottermesztő országok részarány szerinti megoszlása. Az össztermelés 2006-ban 25 millió tonna volt

A Gossypium nemzetség különböző fajtaváltozatai minden valószínűség szerint három központban: Ausztrália északnyugati részén, India nyugati részein és Mexikó északnyugati részein fejlődtek ki.
A gyapot a trópusi-szubtrópusi vidékeken sokfelé megterem. Különböző fajai ismeretesek, leggyakrabban a legjobb minőségű Gossypium hirsutum (Amerikában Upland-gyapot néven ismerik), Gossypium barbadense és a Gossypium herbaceum fajokat termesztik. A legnagyobb gyapottermesztő országok: Kína, India, az USA (ezen belül főleg Texas és Kalifornia állam), Pakisztán, Brazília, Üzbegisztán, Törökország, Görögország, Türkmenisztán, Szíria, Egyiptom, Mexikó, Kazahsztán, Ausztrália, Tádzsikisztán (lásd a mellékelt grafikont). A 18.–19. században, majd az 1949–1950-es években Magyarországon is kísérleteztek a gyapottermesztés meghonosításával, de sikertelenül.
A gyapottermesztés erősen vízigényes tevékenység.  Egy darab pamutpólóhoz szükséges gyapot előállításához közel 2500 liter vízre van szükség.

## A növény betegségei és kártevői

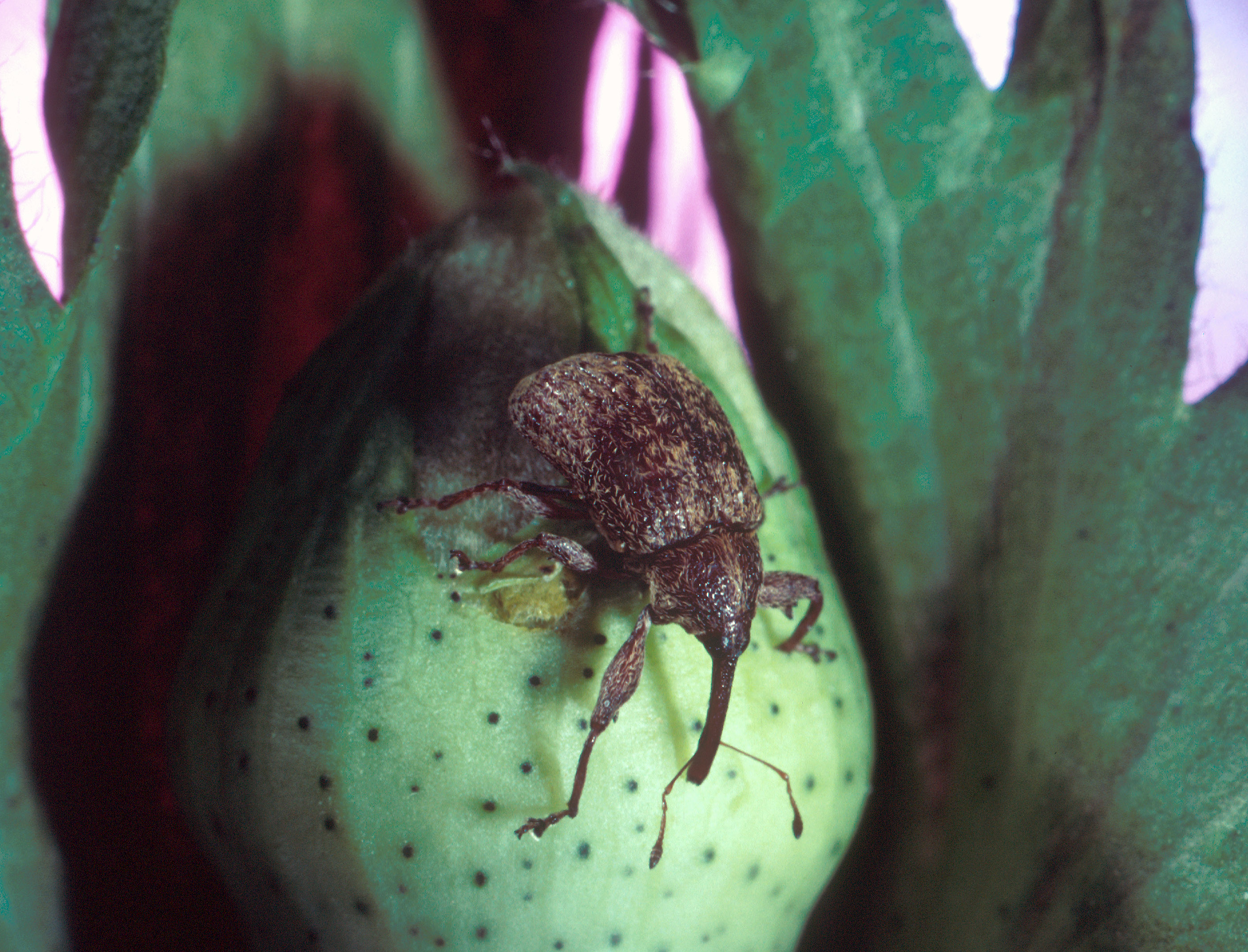
Gyapotnövényt támadó ormányos bogár

A gyapotnövény egyes növényi betegségekre eléggé fogékony. Ilyen például a gommózis, amit baktériumok okoznak és a növény föld feletti részeit fertőzik meg, gátolva annak fejlődését és esetleg el is pusztítva azt. Mivel elsősorban a magvakon terjed, az ellene való védekezés legjobb módszere a vetőmagvak gondos csávázása. Egy másik betegsége a verticillumos vagy vészes hervadás, egy gombafertőzés, amely a levelek leszáradását okozza. A gyökérrothadás a csírázó növényt támadja meg és gondos agrotechnikai eljárásokkal kerülhető el.
A rovarkártevők között a legismertebb a mexikói ormányos bogár (Rhynchophora), amely a még ki nem nyílt bimbóval táplálkozik. A Magyarországon az 1950-es években termesztett gyapotban a drótféreg és a sároshátú bogár lárvái, valamint a vetési bagolypille hernyója tette a legnagyobb kárt. Ezek ellen permetezéssel kellett védekezni.

## A gyapot elsődleges feldolgozása

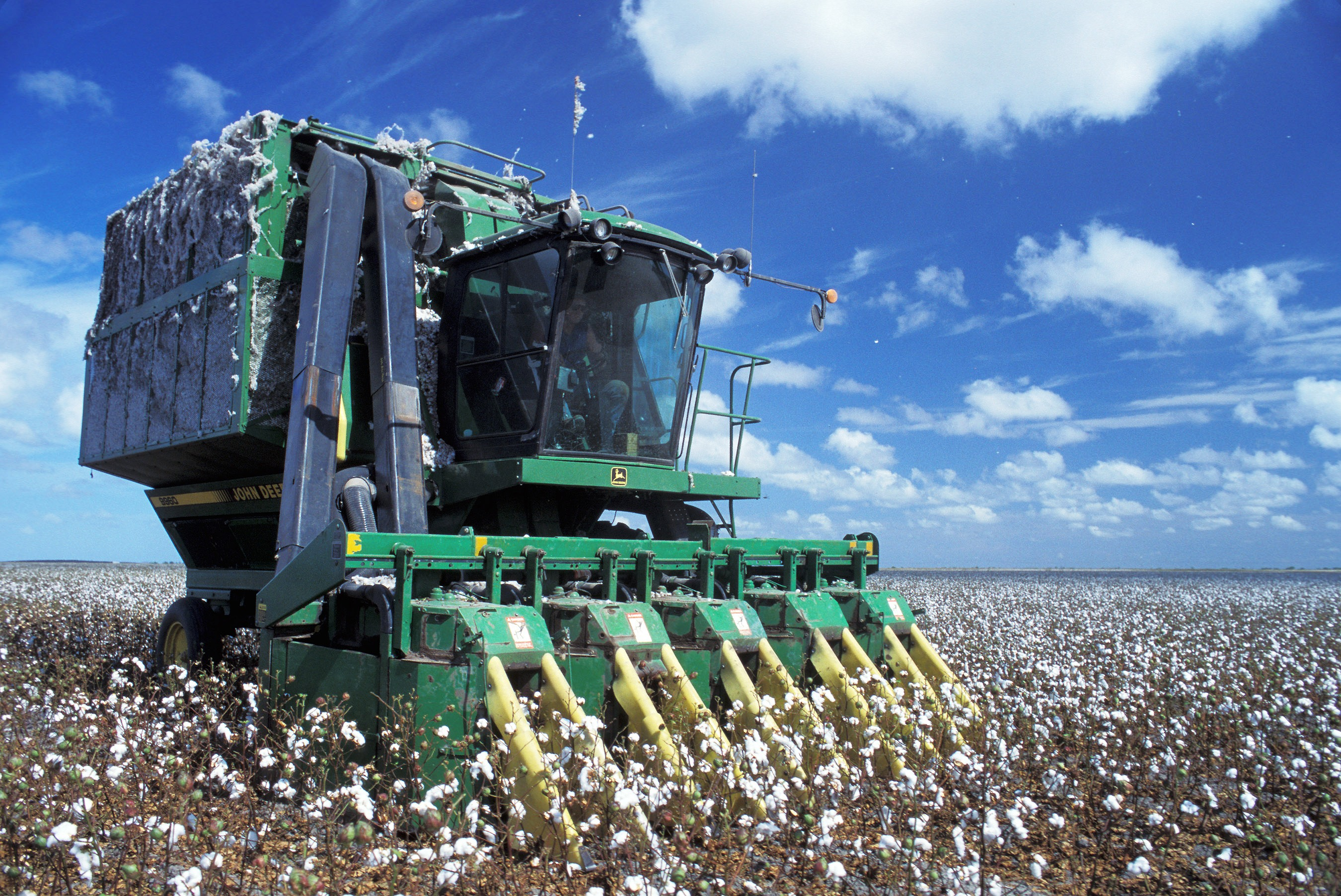
Gyapotszedőgép munkában

A gyapotszedés a legutóbbi időkig kézi munka volt. A felnyílott tokokból a magvas gyapotot kitépik és zsákokba gyűjtik. A gépi szedés csak a 20. században fejlődött ki és ma már széles körben elterjedt. Ezt követőleg a magvas gyapotot meg kell tisztítani a szennyeződésektől, majd a szálakat le kell választani a magokról (ez az egrenálás művelete), mégpedig oly módon, hogy a szálak a lehető legkevésbé sérüljenek, végül a magtalanított szálakat – amelyeket most már pamutszálaknak neveznek – szállításra alkalmas módon bálákba kell csomagolni. Az egrenálás után a magon maradt pihék (egészen rövid szálacskák) leválasztását külön végzik. 100 kg magvas gyapotból átlagosan mintegy 32 kg pamutszál, 1 kg pihe és 66 kg mag nyerhető; a fennmaradó rész nem hasznosítható virágpor és más szennyeződés. A pamutszálakat a textilipar dolgozza fel (belőle általában fonalat készítenek), a pihéből (idegen szóval: linters) vattát és ipari cellulózt készítenek, a magból étolajat és ipari olajat sajtolnak; a sajtolás után fennmaradó olajpogácsát takarmányozásra és trágyázásra használják.

## A genetikailag módosított (GM) pamut
A gyapot nagyon kényes növény, ezért termesztéséhez igen sok növényvédő szert kell alkalmazni, amelyek viszont környezetkárosító hatásúak. Ezért genetikailag módosított gyapotokat fejlesztettek ki, amelyek sokkal kevésbé igénylik ezeknek a vegyszereknek a használatát. A világ gyapottermesztő területeinek mintegy 40–45%-án már ilyen gyapotültetvények vannak. (Ezek elsősorban az USA-ban, Ausztráliában és Indiában találhatók, ahol az arány 70–80%.) Ugyanakkor azonban bebizonyosodott, hogy ezek az eljárások nem hozzák meg igazán a kívánt eredményt, mert például a gyapotot a rovarok ellen egy, a növénybe "betelepített" bacillusnak (Bacillus Thuringiensis, Bt), pontosabban annak egy méregtermelő génjének kellene védenie, de a rovarok hozzászoknak, immunisakká válnak rá, ezért ez a megoldás messze nem ideális.
A gyapot genetikai módosításának egy másik célja a színes gyapot létrehozása. Ezzel sok gyapottermesztő országban kísérleteztek eredményesen, aminek eredményei a zöld, barna, kék, piros stb. színű pamutszálak. Színes gyapotot egyébként már az ősi peruiak is termesztettek, amint azt az i. e. 2500 körüli időkből fennmaradt textilmaradványok bizonyítják.

## A biopamut

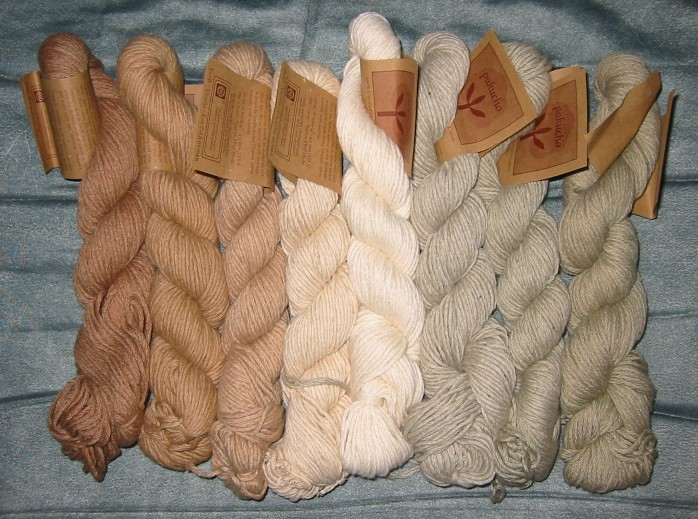
Színes biogyapotból készült pamutfonalak

A “biogyapotot” (angolul: organic cotton) rendkívül szigorú előírások szerint termesztik, akár a bioélelmiszereket. Ezeken a gyapotföldeken nem szabad sem genetikailag módosított gyapotot termeszteni, sem bármiféle mérgező anyagot használni, így növényvédő szereket sem. Nagy figyelmet szentelnek az időjárás alakulásához mindig igazodó öntözésnek. A gyomokat nem vegyszerekkel, hanem kézi munkával irtják, ezért ez a pamutfajta egyelőre nagyon drága. Az ilyen pamutból készült késztermékek nem tartalmaznak az egészségre káros anyagokat, és magas áruk ellenére van rájuk bizonyos, sőt egyre növekvő kereslet. A 2013/2014 szezon termelési adatait tekintve a világ legnagyobb biopamut termelője India, amely az összes biogyapot termelés 74,3%-át adja. Indiát Kína követi 10,5%-kal, majd Törökország (6,8%), Tanzánia (3,1%) és az USA (2,1%) következik ebben a rangsorban.
A biogyapotból készült pamut textilipari feldolgozásánál is gondot fordítanak az egészségre ártalmatlan vegyszerek és színezékek alkalmazására. A biopamutból készült textíliákat elsősorban a bőrrel közvetlenül érintkező ruhadarabokhoz (fehérneműkhöz, ingekhez, zoknikhoz, csecsemőruházati cikkekhez, valamint ágyneműkhöz, higiéniai termékekhez stb.) előnyös használni.
Mint más biotermékeknél (élelmiszereknél), a biopamutnál is szigorú feltételekhez kötik a megkülönböztető jelzés engedélyezését. Ha valaki biztosak akar lenni abban, hogy egy vásárolt termék valóban biopamutot tartalmaz, a hivatalos tanúsító intézmények emblémáját (logóját) kell keresnie a címkén.

## Történeti áttekintés
A gyapot egyike a legősibb növényeknek, amelyet az emberiség termel. Dél-Amerikában és Indiában több ezer évvel ezelőtt is voltak már gyapotültetvények. Mexikói barlangokból 7000 évesnek becsült, Indiában kb. 5000 éves pamutszövet-maradványok kerültek elő, de ismerték és használták a mai Peru területén, a Nazca és a Moche kultúrában is. A Mexikóba érkező spanyol hódítók az 1500-as években már találkoztak gyapotültetvényekkel és pamutszövetből készült ruhákat viselő bennszülöttekkel. Indiából az i. e. 3. évezredben került át a gyapot Mezopotámiába, Egyiptomba, majd Kis-Ázsiába és Görögországba. Ismerték ezt a növényt Kínában, Japánban és Elő-Ázsiában is. Időszámításunk elején honosodott meg az arab országokban, onnan került Szicíliába, majd Spanyolországba. Nagy keletje volt a pamutszöveteknek az ókori Rómában. A 13. században genovai és velencei kereskedők Kis-Ázsiából szerezték be a pamutot, aminek feldolgozásával elsősorban észak-német és svájci takácsok foglalkoztak. Noha Amerika felfedezésekor Kolumbusz már találkozott a nyugat-indiai szigeteken a gyapottal, és később a spanyol hódítók küldtek is Európába a bennszülöttek által készült gyönyörű pamutszöveteket, a hódítások következtében ez a kultúra ott lehanyatlott és csak az Amerikába bevándorolt új telepesek kezdtek gyapotot termeszteni a 17. században Virginiában, majd Dél-Karolinában és Georgiában. A gyapottermesztés munkaigénye és a helyi munkaerő hiánya miatt alakult ki a rabszolga-kereskedelem.

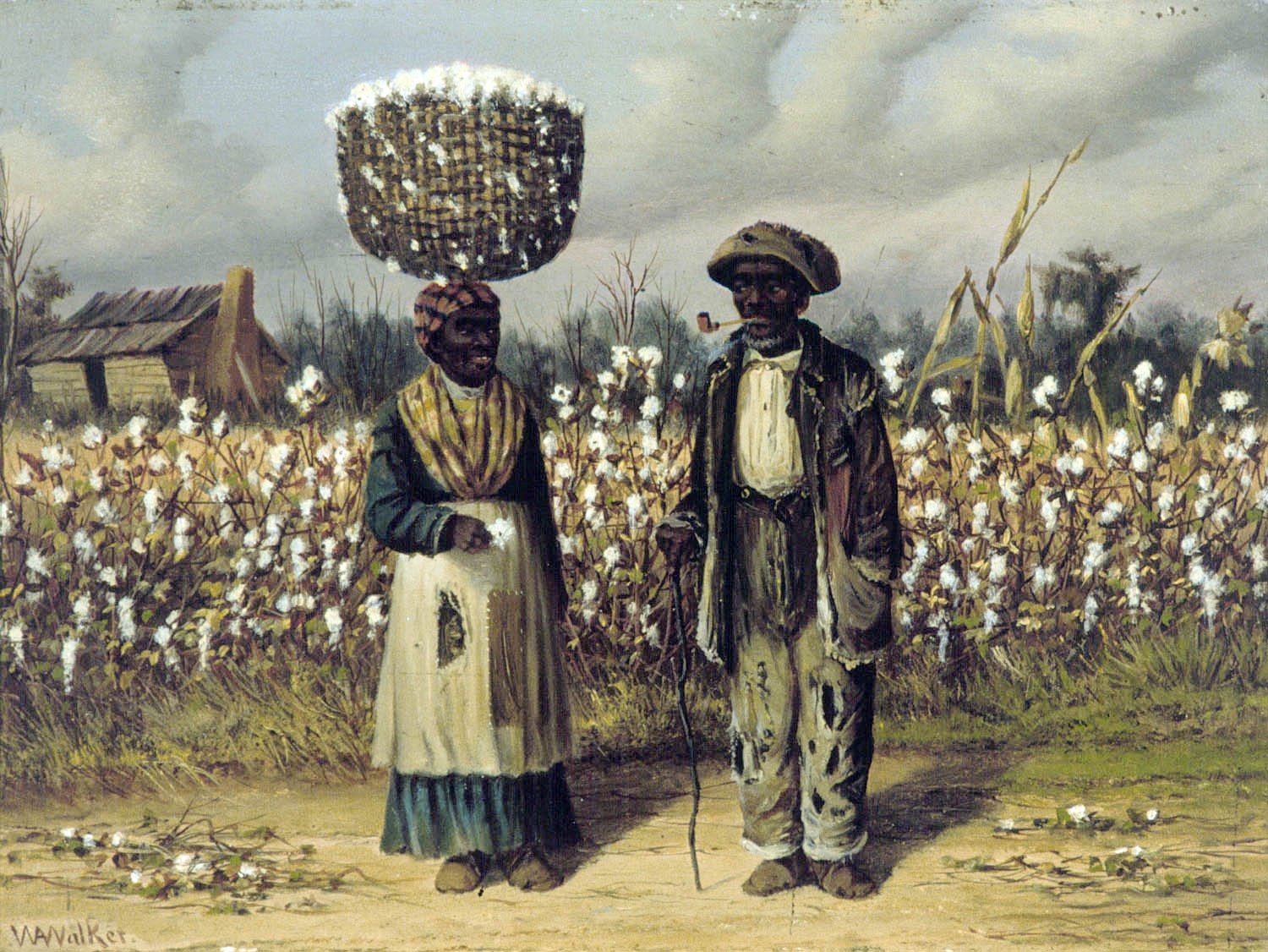
W. A. Walker: Gyapotszedők

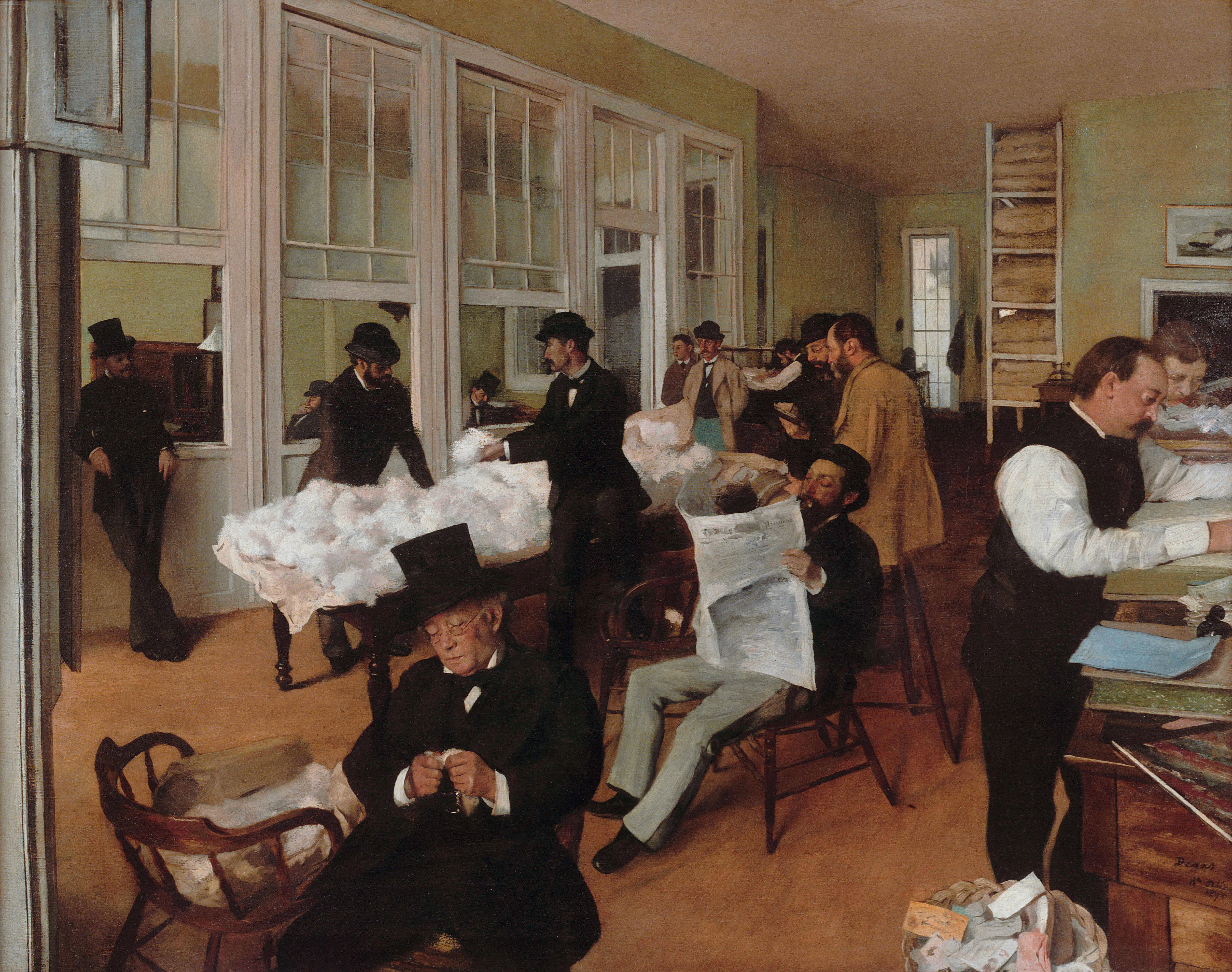
G-H-E. Degas: Gyapottőzsde (1873)

A 18. századi ipari forradalom a pamutfeldolgozásban is nagy fejlődést eredményezett. A fonógép feltalálása (Arkwright, 1767), az egrenálógép feltalálása (Whitney, 1793), majd a mechanikus szövőgép feltalálása (Cartwright, 1815) nagy hatással volt a pamutiparra. Az angol pamutszövő ipar egyre több nyersanyagot igényelt, mert nemcsak a hazai szükségletre termeltek, hanem exportáltak is, és ehhez a pamutot a brit gyarmatokról szerezték be. A 19. század közepén India már nem tudta fedezni ezt a szükségletet és annak minősége sem volt elég jó. Ezért Amerikából importálták a jobb minőségű, ugyanakkor a rabszolga-munka folytán olcsóbb pamutot, egyúttal ösztönözve is az ottani termelőket újabb és újabb ültetvények létrehozására.
Míg az észak-amerikai déli államok elsősorban gyapottermesztésre rendezkedtek be, a pamutfeldolgozó ipar inkább az északi államokban alakult ki. A déli államok a termelt gyapotot főleg Angliában és Franciaországban adták el és ezért az amerikai északi államok nem jutottak elég nyersanyaghoz. Ez volt egyik oka az északi államok győzelmével végződött amerikai polgárháború (1861–1865) kitörésének. A háború miatt az angol és francia pamutiparnak más beszerzési forrás után kellett néznie. Erre Egyiptom és Szudán volt a legalkalmasabb terület, itt fejlesztették fel nagy mértékben a gyapottermesztést, később ezt kiterjesztették Afrika más területeire is. Az amerikai polgárháború után azonban ismét visszatértek az amerikai pamuthoz, az egyiptomit mellőzték, ami tönkre is tette az egyiptomi gazdaságot és hozzájárult ahhoz, hogy Egyiptom 1882-ben a Brit Birodalom része lett. A 20. században kialakult a pamut világkereskedelme és ma már komoly tőzsdei árucikké vált.

## A pamutszál tulajdonságai
A pamut ma is az egyik legfontosabb textilnyersanyag, amit elsősorban kiváló tulajdonságainak köszönhet.

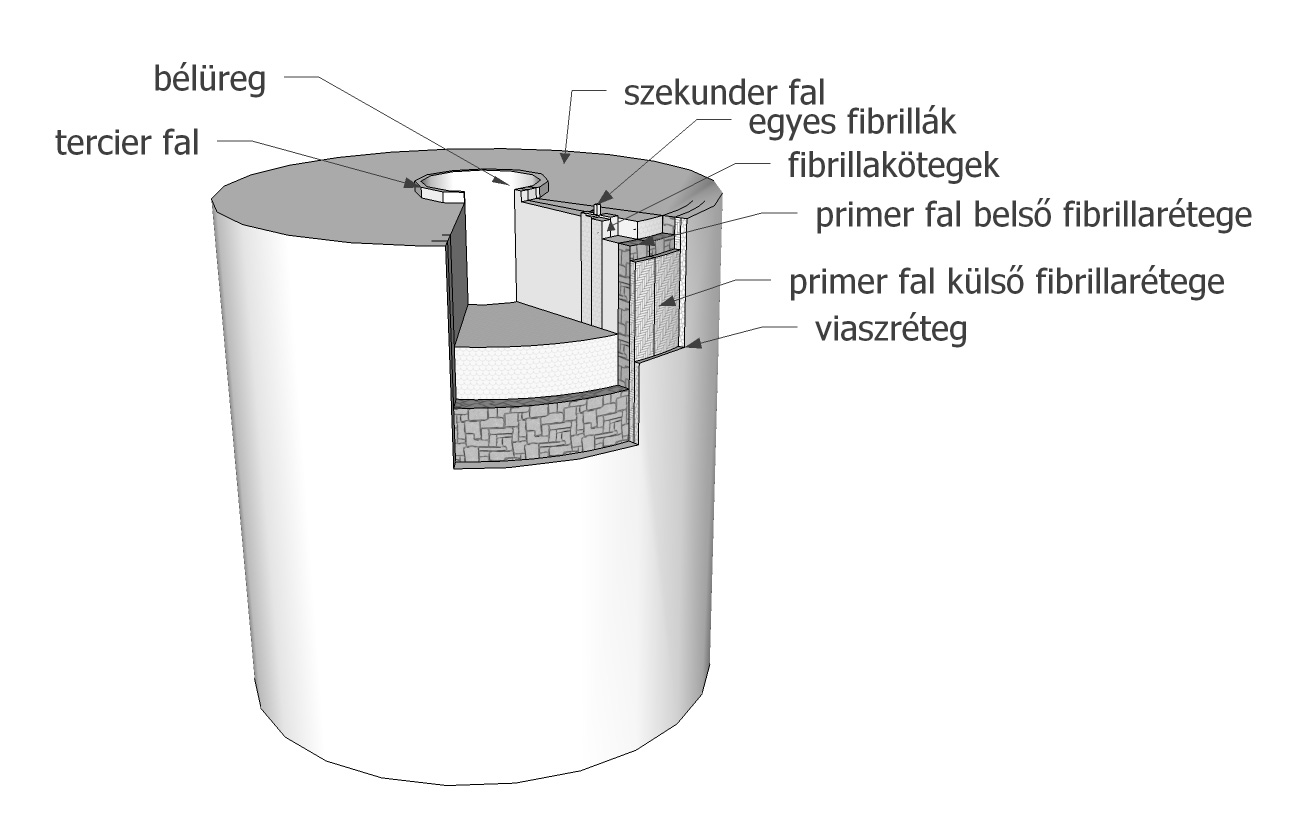
Pamutszál szerkezetének vázlatos képe

A pamutszálak csavarodott szalag alakúak, hosszúságuk 5–60 mm, szélességük 10–30 mikron. Minél vékonyabb és minél hosszabb szálú a pamut, annál értékesebb. A szokványos textilipari eljárásokkal csak a 10 mm-nél hosszabb szálak dolgozhatók fel. A jó minőségű, érett pamutszál keresztmetszete vese alakú, belül bélüreg található. Érés alatt a szál a zárt tokban hullámosan fejlődik ki és emiatt a szálfalat alkotó fibrillák elcsavarodnak.
A pamutszál anyagának mintegy 96%-a cellulóz. Ezen kívül van benne egy kevés fehérje, valamint pektinek, viasz, fémoxidok, pigmentek stb. Sűrűsége 1,5 g/cm³. 120 °C-ig bírja a hőt, ekkor sárgulni kezd. 150 °C-on meggyullad, és élénk lánggal, jellegzetes szagot árasztva ég. A savak oldják, a lúgoktól megduzzad és csavarulatai kisimulnak, így fényesebbé válik (ezen alapul egy nemesítő eljárása, az ún. mercerezés). A szerves oldószerek nem károsítják. Igen sok vizet (száraz súlyának kb. 25%-át) tud megkötni, ezért nehezen szárad. Nedvesen megduzzad, szálai rövidülnek – mosáskor ezért zsugorodnak, „mennek össze” a pamutáruk. Meglehetősen erős, amit az ún. szakító hosszal fejeznek ki: ez az az elméleti hosszúság, amilyen hosszú szál saját súlya alatt elszakadna. A pamut szakító hossza fajtától függően 27–54 km. (Összehasonlításul: a nylonszálé – ugyancsak a típusától függően – 40–60 km.) Terhelés alatt megnyúlik, a szakadásig ez a nyúlás 6–10%-ot érhet el. A napfény sárgítja. Jó elektromos szigetelő, de elektrosztatikus feltöltődésre nem hajlamos. Kiválóan színezhető és fehéríthető.

## A pamut felhasználása
A pamut ma is a textilipar legfontosabb nyersanyagai közé tartozik. A világ összes szálasanyag-termelése 2006-ban (ami magában foglalja az összes természetes és mesterséges szálasanyagot) 71,5 millió tonna volt, aminek közel 36%-át (25 millió tonnát) tette ki a pamut. Ehhez hasonlítható mennyiséget (27,8 millió tonnát) csak a ma legtöbb helyen használt szintetikus szálasanyagból, a poliészterből gyártottak.
Pamutból igen sokféle alsó- és felsőruházati cikket, háztartási textíliát (törülközőket, ágyneműket, asztalterítőket stb.), lakástextíliát (bútorhuzatot, függönyt, dekorációs anyagot stb.), egészségügyi textíliát (kötszereket, kórházi textíliákat stb.), ipari textíliákat (pl. varrócérna, kábelszigetelés) gyártanak. A pamutból elsősorban fonalat készítenek, amit a textilipar minden ága (a szövés, kötés, fonatolás, csipkekészítés) felhasznál, de alkalmas bizonyos fajta nemszőtt kelmék gyártására is, ahol nem fonal, hanem lappá terített szálhalmaz (ún. fátyol vagy bunda) formájában alkalmazzák.
A pamutszálakból készült vatta pamutszálak tömegéből álló háztartási, ruházati, egészségügyi és ipari célokra használt puha anyag. Ma már azonban pamut helyett gyakran használnak vattagyártásra viszkózszálakat, amelyek hasonló tulajdonságokkal rendelkeznek, mint a pamutvatta.
A textilipari felhasználása mellett készítenek belőle halászhálót, kávéfiltert, sátrat és pamutpapírt is. Cellulózrostját a papír készítése során nemezeléssel és víztelenítéssel készítik tisztán vagy keverve más növényi rostokkal például lennel. Több országban bankjegyek készítésére is felhasználják a pamutpapírt.

## Szépirodalom
- B. Traven: A gyapotszedők (Die Baumwollpflücker), 1925
- Harriet Beecher Stowe: Tamás bátya kunyhója (Uncle Tom's cabin), 1851